# Солнцев, Николай Фёдорович
Николай Фёдорович Солнцев (1895 — 9 декабря 1958, Москва) — советский художник-скульптор (оформитель игровой куклы) театра и мультипликации. Считается зачинателем искусства изготовления механических кукол.

## Биография
Родился в 1895 году. По другим данным — в 1891 году в семье бывшего крепостного графа Закревского.
Учился в Строгановском училище живописи, ваяния и зодчества, в школе живописи и скульптуры при московском отделе народного образования.
Работал тушистом в типолитографии Торгового дома Коновалова, в переплётной мастерской Толетова, резчиком по дереву в мастерской Мещерякова, в Кустарном и Политехническом музеях.
В 1920-е годы — художник в театре ОСОАВИАХИМа.
В 1930-е годы — художник-скульптор в Театре Обороны, скульптор-механизатор в Центральном доме художественного воспитания детей.
С 1930-х годов до 1953 года работал в государственном центральном театре кукол художником-скульптором, резчиком по дереву, мастером рычажно-управляемых кукол. Был личным кукольным мастером С. В. Образцова.
В 1953 году Солнцев (вместе с другими художниками государственного центрального театра кукол) перешёл в только что созданное творческое объединение кукольных фильмов киностудии «Союзмультфильм», на которое и проработал до конца жизни.
В 1956 году получил травму глаза, после которой работал только на дому.
Умер 9 декабря 1958 года в Москве, похоронен на Ваганьковском кладбище.

## Известные работы до кино
Изготовил головки Кармен и Хосе для знаменитых кукольных концертов С. В. Образцова («Вернись, я всё прощу», «Титулярный советник», «Хабанера»).
Изготовлял кукол для эстрадной актрисы кукольного жанра Марты Цифринович.
Династия актёров-чревовещателей Донских долгие годы проработала на эстраде с куклой «Андрюшка», произведённой Солнцевым
Механические куклы спектакля «Каштанка» изобретены Солнцевым.
Куклы и декорации спектакля «По щучьему веленью», включая знаменитейшее гротескное «войско царское», являются совместным изобретением Солнцева и С. Крупенникова.
Первая постановка спектакля «Кот в сапогах» проходила с куклой Кота, изготовленной Солнцевым.
Механический гапит для спектакля «Терем-теремок» был изобретён Солнцевым.
Солнцевым был создан образ «Советского Петрушки» — в красноармейском шлеме, с винтовкой в руках. Этот образ был увековечен в 1929 году на первом знаке УНИМА
Совместно с Е. Гвоздевой изготовил солдатского Петрушку для «фронтовых программ», кукол для спектаклей «Волшебная лампа Алладина», «Маугли», «Ночь перед Рождеством» (1941), «Король-олень», «Необыкновенный концерт».
Для спектакля «Братья Монгольфье» изобрёл скачущих лошадей и вращающееся дерево, создающее эффект движения лошадей.

## Фильмография
| Год  | Название мультфильма                    | Студия                        |
| ---- | --------------------------------------- | ----------------------------- |
| 1954 | «Два жадных медвежонка»                 | «Союзмультфильм»              |
| 1954 | «На даче»                               | «Союзмультфильм»              |
| 1954 | «Танюша, Тявка, Топ и Нюша»             | «Союзмультфильм»              |
| 1955 | «Упрямое тесто»                         | «Союзмультфильм»              |
| 1956 | «Небесное созданье»                     | «Союзмультфильм» и «Мосфильм» |
| 1956 | «Сказка о попе и о работнике его Балде» | «Союзмультфильм»              |
| 1956 | «Чудесный колодец»                      | «Союзмультфильм»              |
| 1957 | «Почему ушёл котёнок»                   | «Союзмультфильм»              |
| 1957 | «Сказка о Снегурочке»                   | «Союзмультфильм»              |
| 1958 | «Краса ненаглядная»                     | «Союзмультфильм»              |
| 1959 | «Али-баба и сорок разбойников»          | «Союзмультфильм»              |

## Рецензии, отзывы, критика
… по крупицам собрал навыки и знания, составившие творческо-технический арсенал мастера-изготовителя кукол, театрального скульптора-резчика, став, по сути, зачинателем этого вида искусства.— 
.

Удивительный человек в нашем театре работает. Солнцев. Мастер кукол. Нигде не учился, рисовать не умеет, а скульптор по дереву и выдумщик, каких нету…— Образцов С. В.

В спектакле «По щучьему велению» Солнцев создал свое знаменитое «войско царское». Шагали воины совсем по-особому, поднимая одну и ту же ногу вверх. Но это не только не мешало общему впечатлению, а наоборот, давало остро гротесковое решение образа… Изумительным чутьём к кукольным возможностям обладал Н. Ф. Солнцев. Делая куклу, он играл ею, играл с увлечением, как заправский профессиональный актёр-кукольник, которым он, в сущности говоря, и был.— А. Федотов
По воспоминаниям Сергея Образцова, считал художников-футуристов прохинедями, в доказательство чего предоставлял каталог выставки, куда были включены шесть картин под его именем, а также рассказывал, что эти «картины» были нарисованы по его просьбе дворовыми мальчишками, а одна из них представляла собой отпечаток от сидения мальчика на красках.
По мнению Голдовского Б. П., выдающемуся советскому мастеру по изготовлению театральных кукол, механику-самоучке Солнцеву удалось создать, казалось бы, невозможное — мимирующие деревянные куклы. Его гротескных, трюковых, чрезвычайно выразительных вырезанных из дерева кукол невозможно перепутать с куклами других мастеров, они точно передают образ, тип, характер. Для большей художественной выразительности Солнцев смело нарушал пропорции.
Куклы Солнцева хранятся в Музее театральных кукол ГАЦТК им. С.В. Образцова.

Кто делал кукол? Главным был все-таки Николай Солнцев. Он резал из дерева все ручки. В кукольном театре художник определяется тем, как он умеет делать ручки. Бывает, кукла хорошая, а ручки никуда не годятся. Значит, это плохой художник. Солнцев же делал это превосходно. В первом «Концерте» были его авторские куклы: курочка, собачка Чарли (ею блестяще играл Самодур), пудели. Этот Чарли стал эталонным, все собаки в кукольных театрах страны делались по его образцу.— Конюхова В. Н.
По воспоминаниям Сперанского Е. В., при постановке «Кота в сапогах» кукла Кота запаздывала, поскольку художник-конструктор Солнцев, как и всегда, «делал её медленно, вдумчиво, развивая между делом свой второй талант рассказчика-импровизатора… К тому же кукла была им задумана для того времени сложная…». Зато готовая кукла не разочаровала, это был «настоящий Кот в сапогах с открывающимся ртом, стеклянными, бликующими глазами, с бархатной шкуркой, точно раскроенной по моей перчатке-болванке».

## Память
На памятнике, поставленном коллегами Солнцева на его могиле на Ваганьковском кладбище имеется эпитафия: «Художник самородок пионер советского театра кукол».